# Great News
Great News é uma sitcom americana criada por Tracey Wigfield e exibida originalmente pela NBC de 25 de abril de 2017 a 25 de janeiro de 2018.
Em 11 de maio de 2017, a emissora renovou a série para uma segunda temporada de 13 episódios, que estreou em 28 de setembro. Em 11 de maio de 2018, a emissora cancelou a produção.
Estreou no Brasil pela Netflix em 23 de agosto de 2018.

## Sinopse
As ambições de uma produtora de reportagens do canal MMN são colocadas em jogo quando sua mãe resolve voltar a trabalhar e é contratada como estagiária do mesmo telejornal. Elas sempre foram próximas, mas compartilhar o mesmo ambiente de trabalho pode ser perto demais... 

## Elenco e personagens

### Principal
- Briga Heelan como Katherine "Katie" Wendelson, uma produtora de reportagens do telejornal The Breakdown que de repente tem que lidar com a presença de sua mãe Carol no seu local de trabalho.
- Andrea Martin como Carol Wendelson, a mãe superprotetora de Katie que decide cursar produção audiovisual aos 60 anos e por causa dela rapidamente torna-se estagiária do The Breakdown.
- Adam Campbell como Greg Walsh, um produtor executivo do The Breakdown e chefe/interesse amoroso de Katie.
- Nicole Richie como Portia Scott-Griffith, co-âncora do The Breakdown.
- Horatio Sanz como Justin, editor de vídeo do The Breakdown.
- John Michael Higgins como Chuck Pierce, co-âncora do The Breakdown que já foi um âncora muito respeitado.

### Recorrente
- Tracey Wigfield como Beth Vierk: a meteorologista do The Breakdown.
- Sheaun McKinney como Wayne: um operador de câmera do The Breakdown
- Brad Morris como Gene: um dos produtores de reportagens do The Breakdown.
- Stewart Skelton como Dave Wendelson: pai de Katie e o marido de Carol.
- Vicki Lawrence como Angie Deltaliano: melhor amiga de Carol.
- Sarah Baker como Joyce Vickley: uma funcionária de recursos humanos que entra em contato frequente com a equipe do The Breakdown .
- Adam Countee como Chip: co-apresentador do The Chip & Chet Report, um concorrente do The Breakdown.
- Dave Hill como Chet: co-apresentador do The Chip & Chet Report, um concorrente do The Breakdown.
- Ana Gasteyer como Kelly: co-apresentadora do Morning Wined Up, show matutino do MMN.
- Rachel Dratch como Mary-Kelly: co-apresentadora do Morning Wined Up, show matutino do MMN.
- Christina Pickles como Mildred Marlock (temporada 1): a dona do MMN e avó de Greg.
- Tina Fey como Diana St. Tropez (temporada 2): o novo chefe do MMN.
- Reid Scott como Jeremy (temporada 2): o novo namorado de Katie e um repórter do The New York Times.
- Jim Rash como Fenton Pelt (temporada 2): o bilionário proprietário da Pelt Industries que processa o MMN devido a uma história relatada no The Breakdown.

### Convidado
- Tommy Dewey como Trip ("War Is Hell")
- Robin Leach como ele mesmo ("Carol Has a Bully")
- Chris Parnell como Gerald ("Squad Feud")
- Rev. Run como ele mesmo ("Honeypot!")
- Christopher McDonald como Len Archer ("Award Show")
- Cecily Strong como Jessica Mancuso ("Night of the Living Screen")
- Rashad Jennings como Carvell ("Pool Show")
- Will Sasso como Petey Pierce ("A Christmas Carol Wendelson")
- Judith Roberts como Grammy ("Love is Dead")
- Jayma Mays como Cat ("Catfight")
- Tim Meadows como Lawyer ("The Fast Track")
- Ray Liotta como ele mesmo ("Early Retirement")
- Nat Faxon como Anthony Lyon ("Early Retirement")